# Against Perfection
Against Perfection – debiutancki album angielskiego indierockowego zespołu Adorable. Został wydany w marcu 1993 roku.

## Lista piosenek
Wszystkie piosenki zostały napisane przez Adorable.
| Lista utworów | Lista utworów            | Lista utworów |
| Nr            | Tytuł utworu             | Długość       |
| ------------- | ------------------------ | ------------- |
| 1.            | „Glorious”               | 4:17          |
| 2.            | „Favorite Fallen Idol”   | 2:41          |
| 3.            | „A To Fade In”           | 4:50          |
| 4.            | „I Know You Too Well”    | 3:41          |
| 5.            | „Homeboy”                | 4:30          |
| 6.            | „Sistine Chapel Ceiling” | 3:34          |
| 7.            | „Cut #2”                 | 4:43          |
| 8.            | „Crash Sight”            | 4:02          |
| 9.            | „Still Life”             | 2:37          |
| 10.           | „Breathless”             | 5:18          |
|               |                          | 40:13         |

## Skład
- Piotr Fijalkowski – śpiew, gitara
- Robert Dillam – gitara
- Stephen 'Wil' Williams – gitara basowa
- Kevin Gritton – perkusja